# Robert Capa
Robert Capa, de seu nome verdadeiro Endre Ernő Friedmann (Budapeste, 22 de outubro de 1913 — Thai-Binh, 25 de maio de 1954), foi um fotógrafo húngaro.
Um dos mais célebres fotógrafos de guerra, Capa cobriu os mais importantes conflitos da primeira metade do século XX: a Guerra Civil Espanhola, a Segunda Guerra Sino-Japonesa, a Segunda Guerra Mundial na Europa (em Londres, na Itália, a Batalha da Normandia na Praia de Omaha, e a liberação de Paris), no Norte da África, a Guerra árabe-israelense de 1948 e a Primeira Guerra da Indochina.

## Biografia
Durante os seus estudos secundários sentiu-se atraído pelos meios culturais marxistas. Foi fichado pela polícia e teve que se exilar em 1930. Foi para Berlim, onde se inscreveu na Faculdade de Ciências Políticas e aproximou-se do meio jornalístico. Encontrou trabalho na "Dephot" (Deutscher Photodienst), a maior agência de fotojornalismo da Alemanha naquela época.
A sua carreira de fotógrafo começou no fim do ano de 1931, uma vez que aparece a fotografar Leon Trótski, no meio de múltiplas dificuldades, durante um congresso em Copenhague. O aparecimento do nazismo e a religião judaica de Robert fizeram com que em 1932 ele tenha que deixar Berlim, dirigindo-se para Viena e depois, Paris. É neste período que adota o nome profissional Robert Capa, pelas suas ressonâncias americanas, embora o apelido tivesse origem na alcunha de Endre Friedmann do tempo da escola na Hungria, Cápa (ler: tsápa), que significa Tubarão.
Em 1934 encontrou Gerda Taro, e no ano seguinte ambos criam o personagem Robert Capa, repórter mítico de nacionalidade estado-unidense, pelo que Endre Friedmann se declara associado a Gerda Taro, sua primeira namorada, também fotógrafa-produtora. O nome do repórter Robert Capa rapidamente fica célebre, mas logo se descobre que ele se serve de um pseudônimo. Em 1936, Capa e Gerda Taro partem em reportagem para o meio da Guerra Civil Espanhola, onde Gerda encontra a morte no ano seguinte.
Em 1938, Capa foi à China para fotografar o conflito sino-japonês, retornando à Espanha em 1940, logo que a França cai sob o jugo nazista. Retira-se em seguida para os Estados Unidos, onde começou a trabalhar para a revista Life. Posteriormente foi para Inglaterra e depois para a Argélia.
Em Junho de 1944 participou no desembarque da Normandia, o Dia D. Depois da guerra, com David Seymour, Henri Cartier-Bresson e George Rodger, funda a Agência Magnum (constituída oficialmente em 1947). Nos primeiros tempos, ocupa-se na organização da estrutura, partindo em seguida para o "terreno".
Robert Capa fotografou a Guerra Civil Espanhola, onde tirou a sua mais famosa foto ("Morte de um Miliciano"), a Guerra Civil Chinesa e a II Guerra Mundial com lentes normais, o que fez com que ele se tornasse um dos mais importantes fotógrafos europeus do século XX.

Morte de um soldado legalista

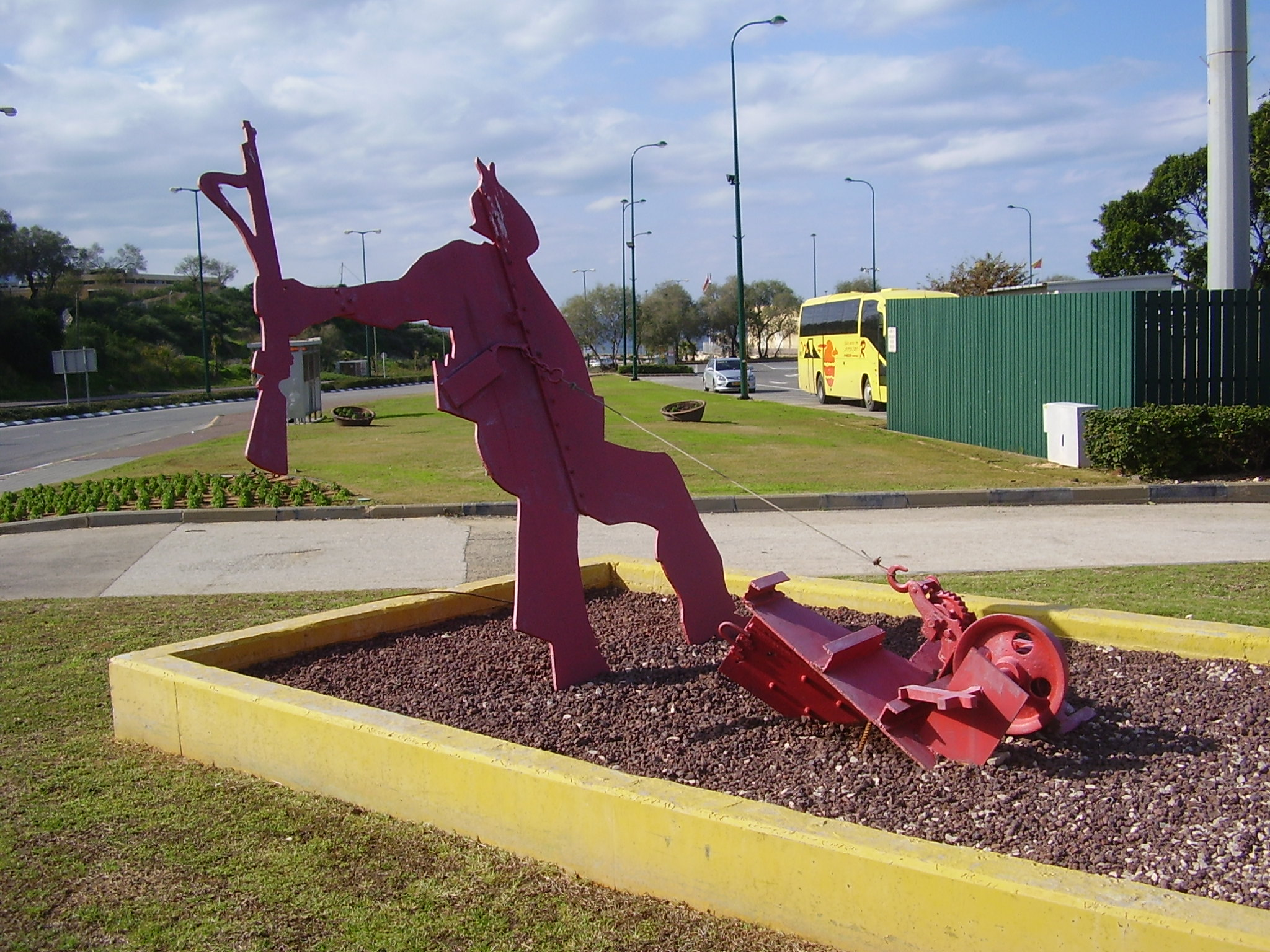
Uma escultura de Igael Tumarkin inspirada na Morte de um Soldado Legalista

A fotografia "Morte de um Miliciano" ou "O Soldado Caído" foi feita em 5 de setembro de 1936 em Cerro Muriano, sendo veiculada em 23 de setembro na revista francesa VU e um ano depois na revista americana Time. Muitas dúvidas foram levantadas em relação à foto, a primeira contestação embasada sobre a autenticidade surgiu em meados de 1970, no livro A Primeira Baixa (Philip Knightley). O historiador Mario Brotons atribuiu o homem que é baleado na cena como sendo o anarquista Federico Borrell García, porém há dúvidas sobre a real identidade do soldado. O historiador espanhol Miguel Pascual acredita se tratar de uma montagem - os negativos nunca foram encontrados. Um outro grupo ainda defende que a foto tenha sido feita por sua companheira, a alemã Gerda Taro.
No livro "As Sombras da Fotografia" do professor de Comunicação da Universidade do País Basco, José Manuel Susperregui, argumenta-se que a foto teria sido encenada em Espejo, a cerca de 60 km de Cerro Muriano. Susperregui afirma que, de acordo com suas pesquisas, e auxílio de historiadores da região, o local não poderia ser Cerro Muriano por ser uma área de floresta com mais de um século, enquanto Espejo se identifica quase que de forma idêntica com a paisagem reportada. Segundo Cyntia Young (Centro Internacional de Fotografia), Robert "legendou muito poucas de suas imagens" dessa que foi sua primeira viagem como fotógrafo na guerra, e que essa interpretação teria sido feita pelos editores em Paris, ocasionando tal dúvida. Historiadores afirmam que não houve combate no início daquele mês em Espejo. A suposição de que foi um franco-atirador, segundo Susperregui, também é falsa, porque a distância entre os dois lados da guerra eram muito longe para que houvesse essa possibilidade, e que não há comprovação de franco-atiradores na região; além disso, Robert em entrevistas afirmou que foi uma rajada de metralhadora que atingiu o soldado.
Capa morreu na Guerra da Indochina, em 25 de maio de 1954, ao pisar uma mina terrestre. Seu corpo foi encontrado com as pernas dilaceradas. A câmera permanecia entre suas mãos.

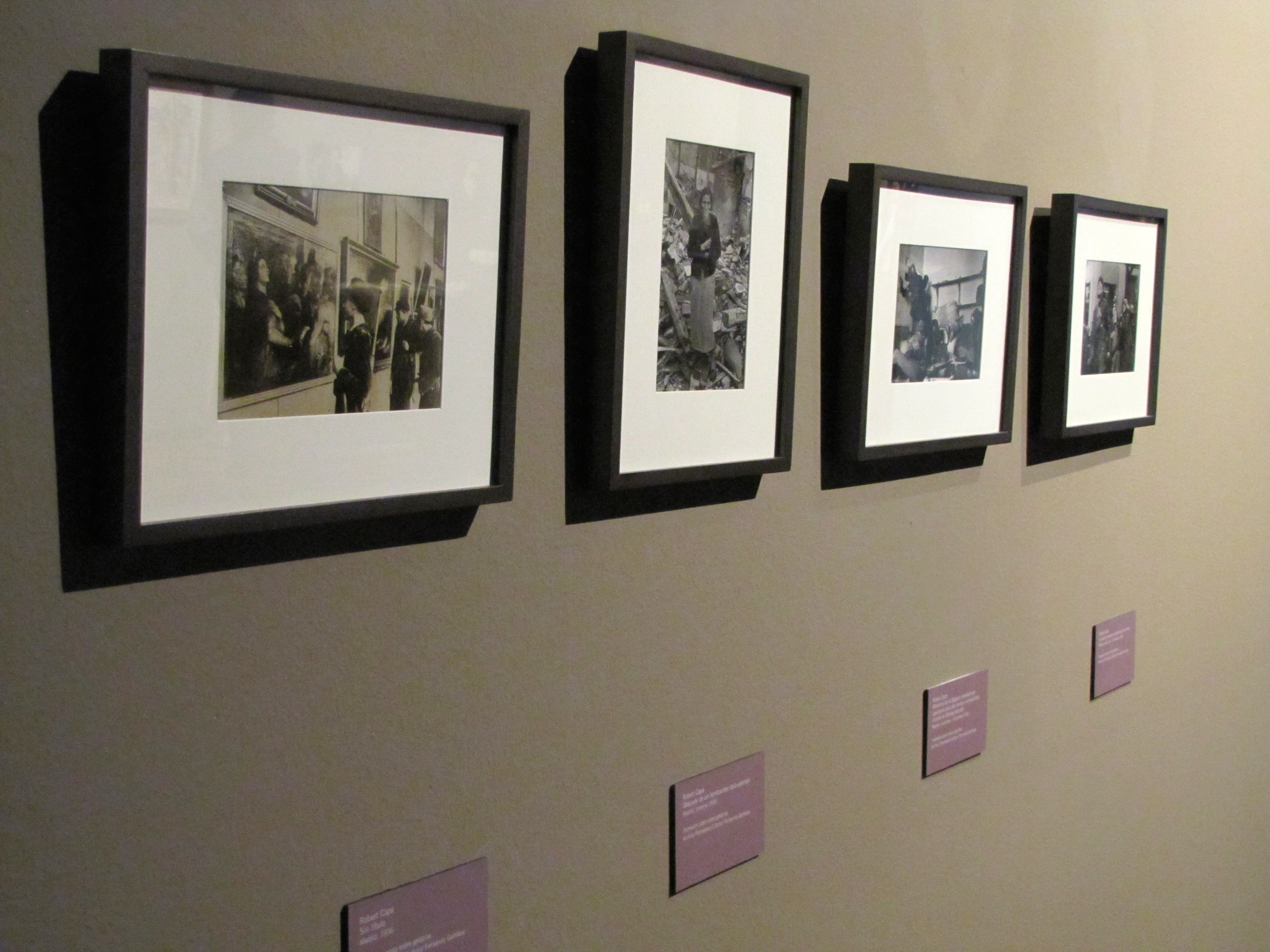
Uma exposição de algumas das obras de Capa

## Publicações

### Publicações de Capa
- The Battle of Waterloo Road. Nova York: Random House, 1941. OCLC 654774055. Fotografias de Capa. Com texto de Diana Forbes-Robertson.
- Invasion!. Nova York, London: D. Appleton-Century, 1944. OCLC 1022382. Fotografias de Capa. Com texto de Charles Wertenbaker.
- Slightly Out of Focus. Nova York: Henry Holt and Company, 1947. Nova York: Modern Library, 2001. ISBN 9780375753961. Texto e fotografias de Capa. Com prefácio de Cornell Capa e introdução de Richard Whelan. Um livro de memórias.
- Images of War. Nova York: Grossman, 1964. Texto e fotos de Capa. OCLC 284771. Com texto de John Steinbeck.
- Robert Capa: Photographs. Nova York: Aperture, 1996. ISBN 978-0893816759. Nova York: Aperture, 2004.
- Heart of Spain: Robert Capa's Photographs of the Spanish Civil War. Nova York: Aperture, 1999. ISBN 9780893818319. Nova York: Aperture, 2005. ISBN 978-1931788021.
- Robert Capa: The Definitive Collection. London, Nova York: Phaidon, 2001. ISBN 9780714840673. London, Nova York: Phaidon, 2004. ISBN 978-0714844497. Editado por Richard Whelan.
- Robert Capa at Work: This is War!. Göttingen: Steidl, 2009. ISBN 9783865219442. Fotografias de Capa. Com prefácio de Willis E. Hartshorn, introdução de Christopher Phillips e texto de Richard Whelan. Publicado para acompanhar uma exposição no Centro Internacional de Fotografia , Nova York, de setembro de 2007 a janeiro de 2008. "Um exame detalhado de seis das mais importantes reportagens de guerra de Robert Capa da primeira metade de sua carreira: The Falling Soldier (1936), chinês resistência à invasão japonesa (1938), o fim da Guerra Civil Espanhola na Catalunha (1938–39), o Dia D, a invasão da Alemanha por pára-quedistas americanos e a libertação de Leipzig (1945)".[4]
  - Questa è la Guerra!: Robert Capa al Lavoro. Itália: Contrasto, 2009. ISBN 9788869651601. Publicado para acompanhar uma exposição em Milão, março-junho de 2009.[5]

### Publicações com outros
- Death in the Making. Nova York: Covici Friede, 1938. Fotografias de Capa e Taro.
- A Russian Journal. Nova York: Viking, 1948. Texto de John Steinbeck, ilustrado com fotografias de Capa.
- Report on Israel. Nova York: Simon & Schuster, 1950. Por Irwin Shaw e Capa.

### Publicações sobre Capa
- Robert Capa: a Biography. Nova York: Knopf, 1985. Por Richard Whelan. ISBN 0-394-52488-8.
- Blood and Champagne: The Life and Times of Robert Capa. Macmillan, 2002; Thomas Dunne, 2003; ISBN 978-0312315641. Da Capo Press, 2004; ISBN 978-0306813566. Por Alex Kershaw.
- La foto de Capa. Córdoba: Paso de Cebra Ediciones, 2011. Relato ficcional da descoberta da localização exata da fotografia do "Soldado em queda". ISBN 978-84-939103-0-3.
- Nizza oder die Liebe zur Kunst. Bad König: Vantage Point World, 2013. Por Axel Dielmann. ISBN 978-3-981-53549-5.  Texto em alemão.